# 過酸化亜鉛
過酸化亜鉛（かさんかあえん、英: Zinc peroxide）は亜鉛の過酸化物で、化学式ZnO2で表される無機化合物。

## 用途
過酸化亜鉛の重要な用途として、ニトリルゴム製造時のカルボキシル基の架橋に用いられる。他に、殺菌剤、漂白剤や硬化剤として利用される。酸化剤として、花火などに添加される場合もある。

## 性質
酸化亜鉛または酢酸亜鉛と過酸化水素との反応で得られる。黄色みを帯びた白色の粉末で、結晶構造は硫化鉄に似た立方晶。体積弾性率は174GPa、5kの常磁性を持つ。酸化性があり、日本の消防法では第1類危険物となっている。